# الألعاب الأولمبية الشتوية 2030
دورة الألعاب الأولمبية الشتوية 2030 وتُعرف رسمياً بإسم الألعاب الأولمبية الشتوية السادسة والعشرون، هي حدث دولي متعدد الرياضات من المقرر عقده في الفترة من الثامن إلى خمس وعشرين فبراير عام ألفين وثلاثين. وفي 23 يوليو 2024 وفي الدورة 142 للجنة الأولمبية الدولية اختارت اللجنة مدينة باريس بشكل مشروط لاستضافة دورة الألعاب الشتوية لعام 2030.

## عملية تقديم الدعوات
تمت الموافقة على عملية تقديم الدعوات الجديدة للجنة الأولمبية الدولية في الدورة 134 للجنة الأولمبية الدولية في 24 يونيو 2019 في لوزان ، سويسرا. المقترحات الرئيسية، مدفوعة بالتوصياتْ ذات الصلة من الأجندةَ الأولمبية 2020 ، هي:
- إنشاء حوار دائم ومستمر لاستكشاف وخلق الاهتمام بين المُدن / المناطق / البلدان واللجان الأولمبية الوطنية لأي حدث أولمبي قادم.
- إنشاء لجنتين مضيفين في المستقبل (الألعاب الصيفية والشتوية) للإشراف على الاهتمام بالأحداث الأولمبية المستقبلية وتقديم تقرير إلى المجلس التنفيذي للجنة الأولمبية الدولية.
- منح اللجنة الأولمبية الدولية مزيدًا من التأثير من خلال جعل أعضاء مجلس الإدارة غير التنفيذيين جزءًا من اللجان المضيفة المستقبلية.

قامت اللجنة الأولمبية الدولية بتعديل الميثاق الأولمبي لزيادة مرونته عن طريق إزالة تاريخ الانتخابات من 7 سنوات قبل الألعاب، وتغيير المضيف كمدينة من مدينة / منطقة / دولة واحدة إلى مدن أو مناطق أو دول متعددة.

### اللجانالشتويةالمضيفةالمستقبلية
التكوين الكامل للجان الشتوية والإشراف على المضيفين المهتمين أو مع المضيفين المحتملين حيث قد ترغب اللجنة الأولمبية الدولية في التركيز على ما يلي:
| أعضاء اللجنة الأولمبية الدولية (4)                                               | أعضاء آخرون (4) |
| -------------------------------------------------------------------------------- | --- |
| - كارل شتوس (الرئيس) - دانكا بارتيكوفا - أستريد أورينهولدت ياكوبسن - سميرة أصغري | - تشانغ هونغ (لجنة الرياضيين التابعة للجنة الأولمبية الدولية) - كولين غراهامسلاو (رابطة الاتحادات الدولية للرياضات الشتوية الأولمبية) - نيفين ايليتش (الجنة الأولمبية الوطنية) - ريتا فان دريل (عضو في اللجنة البارالمبية الدولية) |

توفي كاسبر في يوليو 2021 وسيحدد بديله.

### مراحل الحوار
وفقًا الاختصاصات للجنة المضيفة في المستقبل مع قواعد السلوك، ينقسم نظام الدعوات اللجنة الأولمبية الدولية الجديد إلى مرحلتين من الحوار هما:
- الحوار المستمر: مناقشات غير ملزمة بين اللجنة الأولمبية الدولية والأطراف المعنية (المدينة / المنطقة / الدولة / اللجنة الأولمبية الوطنية المهتمة بالاستضافة) فيما يتعلق باستضافة الأحداث الأولمبية المستقبلية.
- الحوار المستهدف: المناقشات المستهدفة مع واحد أو أكثر من الأطراف المهتمة (يسمى المضيف (المضيفون المفضلون)) ، وفقًا لتعليمات المجلس التنفيذي للجنة الأولمبية الدولية. يأتي ذلك عقب توصية من «لجنة المستقبل المضيفة» نتيجة للحوار المستمر.

خلال القمة الأولمبية في 9 ديسمبر 2022، أبلغت اللجنة الأولمبية الدولية بالبقاء في "حوار مستمر" مع العديد من المشاريع المتطورة من قبل الأطراف التي أعربت عن اهتمامها بدورة الألعاب الأولمبية الشتوية 2030 والتي يجري تعاون مكثف معها.
وأُبلغ مؤتمر القمة أيضًا بأن اللجنة تدرس التحديات والفرص التي تواجه الألعاب الأولمبية الشتوية في المستقبل، مثل تأثير تغير المناخ. تمت مناقشة عدد من المقترحات التي يمكن أن يكون لها تأثير على الانتخابات المستقبلية، بما في ذلك تناوب الألعاب ضمن مجموعة معينة من المضيفين، والحد الأدنى من الظروف المناخية ومعايير البنية التحتية الحالية.
بناءً على طلب اللجنة، قرر المجلس التنفيذي للجنة الأولمبية الدولية منح اللجنة مزيدًا من الوقت لدراسة كل هذه العوامل لاتخاذ أفضل القرارات الممكنة بشأن الاستضافة المستقبلية، بما في ذلك الإطار الزمني المنقح للانتخابات لعام 2030.

## حفلات المزايدة
تم الكشف عن الأطراف الثلاثة الأولى لتقديم الدعوات من قبل اوكتافيان موراريو ، رئيس لجنة مضيف الشتاء المستقبل، خلال الدورة 135 للجنة الأولمبية الدولية في مركز سويس تك للمؤتمرات في لوزان ، سويسرا. وأشار إلى أن سابورو اليابانية هي الأبعد تقدمًا من بين الترشيحات الثلاثة المحتملة، في حين أجرى سالت ليك سيتي بالولايات المتحدة، وعطاء مشترك من برشلونة ومنطقة البرانس دراسات جدوى. قدمت فانكوفر ، كندا عرضًا أوليًا في فبراير 2021.

### تفاصيل المزايدة
| حزب العطاء        | دولة                                                            | اللجنة الأولمبية الوطنية | شعار   | موقع لجنة العطاءات | حالة          |
| ----------------- | --------------------------------------------------------------- | --- | ------ | ------------------ | ------------- |
| فانكوفر           | كندا</img> كندا                                                 | اللجنة الأولمبية الكندية (COC) | </img> | فانكوفر2030.org    | أصحاب المصلحة |
|                   |                                                                 | |        |                    |               |
| سابورو            | اليابان</img> اليابان                                           | اللجنة الأولمبية اليابانية (JOC)                                                                                                  |        |                    | أصحاب المصلحة |
|                   |                                                                 | |        |                    |               |
| برشلونة - بيرينيه | إسبانيا</img> إسبانيا · أندورا</img> أندورا · فرنسا</img> فرنسا | اللجنة الأولمبية الإسبانية (COE) </br> اللجنة الأولمبية الأندورية (COA) </br> اللجنة الأولمبية الوطنية الفرنسية والرياضية (CNOSF) |        |                    | أصحاب المصلحة |
|                   |                                                                 | |        |                    |               |
| سولت لايك سيتي    | الولايات المتحدة</img> الولايات المتحدة                         | اللجنة الأولمبية والبارالمبية الأمريكية (USOPC)                                                                                   |        |                    | أصحاب المصلحة |
|                   |                                                                 | |        |                    |               |

## الدعوات المحتملة
- ألماتي, كازاخستان[10]
- آنسي, فرنسا[11]
- بورجومي, جورجيا[12]
- ليلهامر, النرويج[13]
- لفيف, أوكرانيا[14]
- مدينة كيبك, كندا[15][16][17]
- شمالكادن, ألمانيا[18]
- سافوا, فرنسا[19]